# Челлино-Сан-Марко
Челлино-Сан-Марко (итал. Cellino San Marco) — коммуна в Италии, располагается в регионе Апулия, в провинции Бриндизи.
Население составляет 6818 человек (2008 г.), плотность населения составляет 184 чел./км². Занимает площадь 37 км². Почтовый индекс — 72020. Телефонный код — 0831.
Покровителями коммуны почитаются святые Марк Евангелист и Екатерина Александрийская, празднование 25 апреля и 25 ноября.
20 мая 1943 года здесь родился Аль Бано —  известный итальянский эстрадный певец (тенор).

## Демография
Динамика населения:

## Администрация коммуны
- Официальный сайт: http://www.csm.br.it/